# Резерфорд, Уолтер
Уолтер Матерс Резерфорд (англ. Walter Mathers Rutherford; 6 мая 1870, Ньюлэндс — 9 октября 1936, Вестминстер) — британский гольфист, серебряный призёр летних Олимпийских игр 1900.
На Играх Резерфорд участвовал в одиночных соревнованиях по гольфу среди мужчин, в котором, с результатом 168 очков, занял второе место.